# The Sting (Gabriella Cilmi)
The Sting è il terzo album discografico della cantante italo-australiana Gabriella Cilmi, pubblicato nel 2013.

## Tracce
1. Highway – 3:37 (Gabriella Cilmi, Eliot James, Adrian Thaws)
2. Symmetry – 3:50 (Gabriella Cilmi, Tom Fuller)
3. Sweeter in History – 3:20 (Gabriella Cilmi, Tom Fuller)
4. Don't Look Back – 3:46 (Gabriella Cilmi, Eliot James)
5. Not Sorry – 3:51 (Gabriella Cilmi, Eliot James, Joseph Cilmi)
6. Left with Someone Else – 3:15 (Gabriella Cilmi, Benjamin Weaver)
7. The Sting – 3:25 (Gabriella Cilmi, Benjamin Weaver, Eliot James)
8. Vicious Love – 3:45 (Gabriella Cilmi, Adam Coney, Harry Broadbent, Bongani Bhebhe)
9. Every Memory – 2:58 (Gabriella Cilmi, Jony Rockstar)
10. I Am Just a Girl – 3:42 (Gabriella Cilmi, Ryan Laubscher)
11. Parallel Universe – 3:49 (Gabriella Cilmi, Adam Coney, Harry Broadbent, Bongani Bhebhe)
12. Kill Ourselves – 3:21 (Gabriella Cilmi, Benjamin Weaver)
13. Deep Water (Traccia fantasma) – 2:27 (Gabriella Cilmi, Eliot James)